# Rathlosen
Rathlosen ist eine der fünf Ortschaften der Stadt Sulingen im niedersächsischen Landkreis Diepholz. In Rathlosen leben etwa 540 Einwohner auf einer Fläche von 19,40 km².

## Geografie
Rathlosen liegt im nordwestlichen Bereich der Stadt Sulingen, 6 km nordwestlich vom Kernort Sulingen entfernt. Zu Rathlosen gehören die Siedlungen Flüte, Herelse, Landwehr, Rathlosen und Stadt. Die Flüte ist eine einzelne Hofstelle am Rand von Rathlosen.
Nachbargemeinden bzw. -ortschaften sind – von Norden aus im Uhrzeigersinn – Wesenstedt, Anstedt, Nordsulingen, Sulingen, Groß Lessen, Klein Lessen Schweringhausen und Schmalförden.
Durch den Ort fließen der Kuhbach und die Kleine Aue.

## Geschichte
Das Gebiet um Rathlosen war schon in der Steinzeit besiedelt. Der Ort selbst wurde um 1230 zum ersten Mal erwähnt. Der Name „Rathlosen“ weist auf eine Siedlung und gerodeten Wald hin: Die erste Silbe des Namens stammt vom Wort „gerodet“, die zweite vom alten Wort „loh“ für Wald und die dritte Silbe stammt von „Hausen“, was „Häuser“ oder „Siedlung“ bedeutet.
1859 wurde die Gemeinde Rathlosen gegründet. Am 18. Juni 1922 fand die Gründungssitzung der Freiwilligen Feuerwehr für die Ortschaften Stadt und Herelse statt, 1933 umbenannt in Freiwillige Ortsfeuerwehr Rathlosen.
Die Gemeinde existierte eigenständig bis zur Verwaltungs- und Gebietsreform am 1. März 1974. Seit dieser Reform gehört Rathlosen zu Sulingen.

## Politik

### Ortsrat
Der Ortsrat, der den Ortsteil Rathlosen vertritt, setzt sich aus fünf Mitgliedern zusammen. Die Ratsmitglieder werden durch eine Kommunalwahl für jeweils fünf Jahre gewählt. Die aktuelle Amtszeit begann am 1. November 2021 und endet am 31. Oktober 2026.
Bei der Kommunalwahl 2021 ergab sich folgende Sitzverteilung:
- Unabh. Wählergemeinschaft Rathlosen (UWG): 5 Sitze

### Ortsbürgermeister
Ortsbürgermeister ist Sebastian Bönsch (UWG). Bis 2016 hatte Ingrid Jantzon das Amt inne.

## Wirtschaft und Infrastruktur
Rathlosen liegt fernab vom großen Verkehr. Die Bundesautobahn 1 verläuft 36 km entfernt westlich. Die von Bassum über Sulingen (Kernort) und Uchte nach Minden führende Bundesstraße 61 verläuft östlich, 4 km entfernt. Die Bundesstraße 214 von Diepholz über Sulingen (Kernort) nach Nienburg verläuft südlich in 6 km Entfernung. 
In Rathlosen gibt es keine Straßenbezeichnungen, sondern nur Hausnummern, nach denen sich Einwohner, Postboten, Lieferanten und Besucher orientieren müssen.

## Kultur und Sehenswürdigkeiten
Der 56 m hohe Flintenberg liegt im Waldgebiet Rathloser Gehege.

## Brandschutzwesen
Für die beiden Löschgruppen der Freiwilligen Feuerwehr gibt es zwei Feuerwehrhäuser, eins in Rathlosen und eins in Stadt. Die Feuerwehr hat 3 Feuerwehrautos in Dienst, darunter ein Tanklöschfahrzeug von 1964.